# Abraham Sarkakhyan
Abraham Sarkakhyan (arménien : Աբրահամ Սարկախյան), né le 23 juin 1986 à Tsakhkadzor, est un skieur alpin arménien,. Il a représenté son pays lors des Jeux olympiques d'hiver de 2006.

## Biographie
Il court majoritairement les épreuves techniques (slalom et slalom géant).
En 2005, il participe à ses premiers championnats du monde à Bormio.
Un an plus tard, l'Arménien obtient son ticket pour les Jeux olympiques de Turin, où il finit 45e du slalom.
Il prend part ensuite aux Championnats du monde 2007 à Åre et 2009 à Val d'Isère.